# Диктатура Сулли

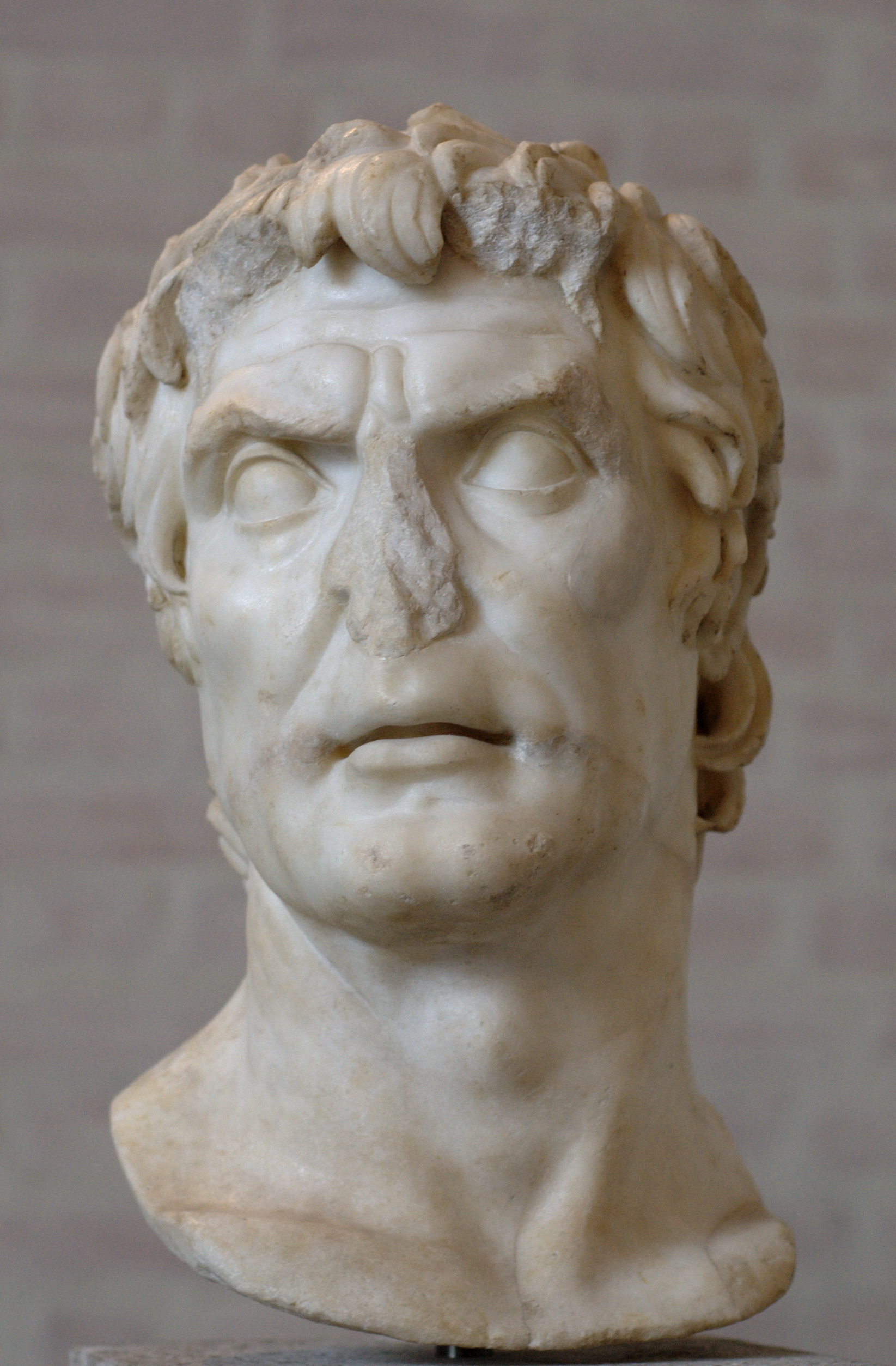
Скульптурне зображення Сулли

Диктату́ра Су́лли — період перебування при владі римського полководця Луція Корнелія Сулли, що супроводжувався великими жертвами.

## Суть диктатури
Змолоду Сулла виглядав доброю і веселою людиною, проте згодом змінився і став безжалісним диктатором. Він жорстоко розправився з жителями тих міст, які підтримували популярів.
На початку свого правління Сулла ввів проскрипції — списки людей, які були засуджені до смертної кари. Цим самим він мав на меті помститись як особистим, так і громадським ворогам, а також прагнув до матеріального збагачення за рахунок вбитих. Для того, щоб потрапити до проскрипціїв, достатньо було бути заможним. Голови вбитих людей виставлялись на площі та на ораторській трибуні.
Сулла засудив до смерті близько 40 сенаторів і 1,6 тисяч так званих «вершників». Була призначена винагорода тим, хто знайде і вб'є людину, що була занесена у проскрипції; гроші тому, хто скаже де вона переховується, і покарання тому, хто переховує.
Сулла наказав розкопати могилу Гая Марія і викинути його тіло в річку Анно. Жорстокий терор тривав до 1 жовтня 80 року до н. е., в результаті загинуло близько 5 тисяч людей. Рабів засуджених Сулла відпускав на волю, створивши таким чином власну гвардію. Сулла знищував навіть найменші зародки демократії і жорстоко карав тих, хто починав їх.
військовий характер.
диктатури і скувати жахом все цивільне населення Республіки. Настав час державних перетворень, що мусять заснувати і закріпити новий порядок політичної та цивільного життя Риму. Суллою був продиктований, а потім затверджений сенатом і коміціями (хоча закон Валерія дозволяв йому обходитися без затвердження) цілу низку законів, які історики іноді називають « Корнелієвими законами», по імені Корнелія Сулли, а іноді — сулланською конституцією. Що ж це були за закони?
По-перше, маючи на увазі майбутній розпуск армії, яка налічувала вже понад двадцять легіонів, Сулла подбав про те, щоб забезпечити всіх своїх відставників землею. Для цієї мети у італійських міст і областей, що брали участь у війні на боці супротивника, особливо в Етрурії і Кампанії, він відібрав великі землі — як ті, що були колись віддані Римом в оренду, так і їх власні. На них було нарізано 120 тисяч ділянок, здебільшого у вигляді компактних поселень ветеранів.
По-друге, для зменшення впливу столичної черні і запобігання смути в місті Сулла вибрав десять тисяч наймолодших і сильних рабів, що належали репресованим, дарував їм свободу, всю повноту громадянських прав і оголосив їх як би своїми клієнтами — всі вони стали за назвою роду Сулли іменуватися Корнелій. Особиста їх відданість диктатору гарантувалася очевидною залежністю положення цих нових громадян від збереження його влади. Це означало і безумовну підтримку будь-якої пропозиції Сулли в коміцій
.Забезпечивши таким чином міцність своєї диктатури, Сулла взявся за реконструкцію державного ладу Римської республіки у відповідності зі своїм давно і добре продуманим планом. Сукупність проведених ним законів і розпоряджень не залишає сумнівів у тому, що суть цього плану полягала в реставрації повновладдя римського сенату. Почав він, як ми знаємо, з того, що своїм розпорядженням поповнив сам сенат трьома сотнями нових членів — очевидно, маючи на увазі поліпшення його « особового складу». У числі нових сенаторів опинилися і його наближені офіцери, і найбільш знатні, консервативно налаштовані представники стану вершників. Фактично Сулла ліквідував посаду цензора і тим самим забезпечив незмінюваність сенаторів. Для поповнення особового складу сенату він провів закон, за яким сенаторами автоматично ставали всі громадяни, обрані в коміції на нижчу державну посаду квестора, а число квесторів було збільшено до двадцяти. Таким чином, сенат ставав якщо не безпосередньо виборним, то демократично поповнюваним органом влади.
Беручи до уваги характерний для римлян консерватизм, Сулла не ліквідував традиційні владні інститути Республіки, але так трансформував умови їх діяльності, що вони стали цілком залежати від сенату. У першу чергу це стосувалося інституту народних трибунів — призвідників всіх революційних виступів останніх десятиліть. Їм було залишено право пропозиції законів Народному зібранню, формально зберігаючи свій статус вищого законодавчого органу. Але ці пропозиції повинні були в обов'язковому порядку бути попередньо схвалені сенатом. Те ж було постановлено щодо права трибунів притягати до відповідальності посадових осіб після складання ними своїх повноважень. Право Трибунського вето (інтерцесії) щодо розпоряджень діючих магістратів зберігалося. Але якщо подальше судовий розгляд приходив до висновку про зловживання інтерцесіо, то на колишнього трибуна міг бути накладений колосальний грошовий штраф.
Нарешті, був прийнятий закон, що забороняв трибунам надалі претендувати на будь-які державні посади. Це відвернуло від трибуната всіх честолюбних молодих людей. Вплив стану вершників, за винятком його верхівки, що увійшла до складу сенату, також було суттєво обмежено .
По-перше, всі суди присяжних для розгляду справ про вимагання в провінціях, корупції, зловживаннях по службі, тяжких кримінальних злочинах, підкупі виборців, державній зраді, образу гідності римського народу і інших було вирішено відібрати у вершників, яким їх передав Гай Гракх, і повернути сенатському стану.
По-друге, в багатющій провінції Азія — головної годівниці публіканів — Десятинний податок був знову замінений на фіксований грошовий податок, що стягується адміністрацією намісника. Стан вершників при Суллі перестав грати яку-небудь істотну політичну роль. Римська чернь, що брала участь в регулярних роздачах хліба, слабкість уряду і його старання відкупитися від її можливого бунту, теж відчули тяжкість руки Сулли .
Нарешті, були прийняті серйозні заходи по захисту влади сенату від посягання на неї вищих магістратів, в першу чергу, з опорою на військову силу. Сулла хотів виключити на майбутні часи можливість повторення свого власного досвіду. Для цього вища військова та державна влади були раз і назавжди розділені, причому перша з них фактично залишалася за сенатом. Римським арміям відтепер було заборонено перебувати не тільки в стінах Риму, а й на всій території Італії південніше кордону з Цизальпінської Галлією, яка була встановлена по невеликій річці Рубікон — трохи північніше нинішньої Флоренції. Цими арміями могли командувати тільки проконсули і пропретора, безконтрольно призначувані сенатом .
Консули ж і претори, порядок обрання яких в коміцій Сулла зберіг, зобов'язані були протягом року свого перебування на посаді залишатися суто цивільними особами і займатися тільки внутрішніми справами Республіки. Командування військом їм було заборонено. Таким чином, було покінчено з можливістю небезпечного поєднання в одній особі вищої цивільної та військової влади. Щоб уникнути занадто швидкого висування нових сильних особистостей, здатних підірвати вплив сенату і узурпувати владу, був прийнятий закон, що суворо регламентував порядок заняття магістратур .
У ньому фігурували, по-перше, вікові обмеження. На посаду квестора не могли претендувати громадяни молодше 30 -ти років, на посаду претора — 39- ти років, консула — 42- х років. По-друге, пропонувався не менше ніж дворічна перерва між заняттям двох наступних посад на ієрархічній драбині і, нарешті, не менш, ніж десятирічний термін очікування для повторного обрання претором або консулом.
Були розроблені також основи державного устрою міст, що увійшли тепер до складу Республіки на майже рівних правах з Римом. Прийняли ряд законів щодо обмеження розкоші і виправлення вдачі вищого суспільства. Сулла зберіг за італіками після Союзницької війни право повного римського громадянства, хоча, зважаючи на участь багатьох з них у військових діях на боці популярів, міг би цілком його відібрати. Крім того, розселенням ста двадцяти тисяч своїх відставників на землях, конфіскованих головним чином у великих італійських землевласників, він знову ґрунтовно зміцнив селянський середній шар громадян Республіки. Тим самим Сулла реалізував те, чого домагалися брати Гракхи — найзапекліші противники сенату. Така сила об'єктивної необхідності, хоча шляхи її реалізації можуть бути зовсім різними. Гай Гракх прагнув здійснити свої закони всупереч опору римського сенату і для цього мав намір відсторонити його від управління державою.